# Fago (emoción)
Fago es una emoción registrada entre el pueblo Ifaluk, los habitantes de un atolón de la Micronesia, y descrita por la antropóloga Catherine Lutz. Corresponde al reconocimiento del sufrimiento.